# 新加坡—朝鮮關係
朝鲜－新加坡關係（朝鲜语：／）是指朝鮮民主主義人民共和國和新加坡共和國的双边关系。
新加坡和朝鲜在1975年11月8日建立外交關係。朝鲜在新加坡有派駐大使馆，而后者則是在北京派駐非常大使負責對平壤的外交業務。当前朝鲜的驻新加坡大使是鄭松日（Jong Song Il）。
在2016年9月以前，新加坡曾是为数不多给予朝鲜公民免簽證待遇的国家之一，朝鲜人偶尔會前往新加坡就醫。

## 国际组织
朝鲜和新加坡都是不结盟运动的參與國，新加坡在1970年加入，朝鲜則在1976年加入。朝鲜民主主义人民共和国從2000年以來也參與東協区域论坛，新加坡為該論壇發起者東盟的創始成員國。

## 正式访问

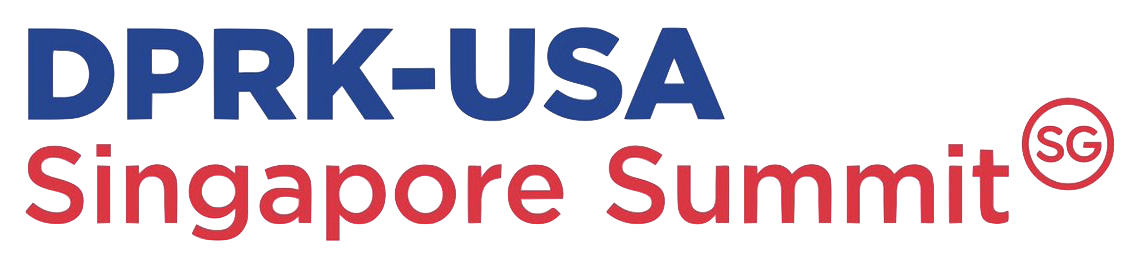
新加坡使用的2018年朝美首腦峰會標誌。

朝鲜民主主义人民共和国领导人正式访问新加坡時往往一同访问东南亚其他国家。2014年，外務相李洙墉访问了新加坡。 2012年最高人民会议常任委員會委員長也访问了新加坡。其他朝鲜精英亦曾訪問新加坡，如金正恩的親戚金正男、金正哲和张成泽，其他政府要員也都訪問過新加坡，如朴南基。
新加坡外交部长杨荣文曾在2008年访问朝鲜。外交部常务秘书比拉哈里（Bilahari Kausikan）也曾在2006年和2008年访问朝鲜。
2018年6月10日，朝鮮勞動黨委員長、朝鮮民主主義人民共和國國務委員會委員長金正恩訪問新加坡并且出席朝美首腦會議。新加坡总理李显龙于6月10日下午在新加坡總統府会见了金正恩。此外，新加坡外交部長维文受朝鮮外交部長李勇浩邀請，於6月7日至8日對朝鮮進行了正式訪問。

## 经济培训
朝鲜人經常組團访问新加坡，培训经济政策、创业精神和法律方面的相關人員。朝鲜政府認為，新加坡的经济发展和政治是非常稳定的。「朝鮮交流」是總部位於新加坡的非政府組織，致力於支持朝鮮的「企業家精神」。自2011年至2016年，該組織已經將100多名朝鮮人帶到新加坡。該組織由新加坡人施国兴（Geoffrey See）創立。

## 救援工作
新加坡人道救援組織「慈援」（英語：Mercy Relief）曾於2012年在朝鮮發生水災時進行救援工作。在朝鮮駐新加坡大使發起呼籲後，該組織捐贈了價值20萬美元的救援物資。

## 外交機構
朝鮮在新加坡設有大使館。大使館先前位於黄金坊和如切巷60號一座五居室房屋內。2016年，朝鮮大使館遷移到位於橋北路的辦公大樓「水仙門中心」的15樓。朝鮮向新加坡外交部登記了總共八名領事館工作人員及其家屬。